# Цкалтбіла
Цінубані (груз. წყალთბილა) — село в Грузії.
За даними перепису населення 2014 року в селі проживає 883 особи.